# Cernina
Cernina (rusínsky: Цернина) je obec na Slovensku v okrese Svidník. Žije zde 581 obyvatel. Většina obyvatel obce mluví rusínským jazykem.

## Symboly obce
Znak: V červeném štítě je ve vysokém zeleném pažitu mezi dvěma listnatými zelenými stromy kráčející stříbrný obrácený jelen ve zlaté zbroji. Znak má lovecký motiv a je z mladšího obecního pečetidla z roku 1868. Znak byl přijat obecním zastupitelstvem 27. prosince 1999 a je zapsán v Heraldickém rejstříku Slovenska pod číslem, HR: C-84/1999. Autory znaku jsou Jozef Petrovič a Kvetoslava Hanzová.
Vlajka obce sestává z pěti podélných pruhů v barvách červené, žluté, bílé, žluté a zelené. Vlajka má poměr stran 2:3 a ukončena je třemi cípy.

## Sčítání lidu v roce 2011

### Obyvatelstvo podle mateřského jazyka
- Rusíni – 44,46 %
- Slováci – 34,95 %
- Romové – 13,32 %
- Ukrajinci – 0,17 %
- Maďaři – 0,17 %
- Nezjištěno – 6,92 %

### Obyvatelstvo podle národnosti
- Slováci – 65,4 %
- Rusíni – 14,36 %
- Romové – 12,46 %
- Ukrajinci – 0,69 %
- Maďaři – 0,17 %
- Nezjištěny – 6,92 %

## Vojenský hřbitov z první světové války
Na Černínském válečném hřbitově z první světové války se nachází 70 masových hrobů. Je v nich pohřbených 326 vojáků tarnopolského pěšího pluku 15, rakousko-uherské armády. Tarnopolský pluk zpravidla tvořily vojáci rakouské Haliče, kteří byli rusínské národnosti. S nimi byly také vojáci polského původu. Mezi pohřbenými příslušníky pluku jsou uloženy i ostatky vojáků carské ruské armády.
Péčí o válečný hřbitov byla v meziválečném období 30. letech 20. století pověřená Policejní stanice v obci Rovné. Dnešní podobu pohřebiště získalo rozsáhlou rekonstrukcí v prvním desetiletí 21. století.

## Kultura

### Církev
- Chrám svatých Kosmy a Damiána (1805)
- Kaple Přesvaté Bohorodičky
- Kaple svatého Kříže

Seznam farářů
- Ján Kurimský 1752 – 1778
- Ján Masica
- Michal Masník 1778 – 80
- Peter Hvozdovič 1780 – 1816
- Michal Hvozdovič 1816 – 68
- Michal Hvozdovič 1868 – 89
- Michal Hvozdovič 1889 – 1917
- Emil Žedeni 1917 – 22
- Ján Haľko a Emil Kellö 1922 – 23
- Mikuláš Kellö 1923 – 46
- Mikuláš Hricov 1946 – 50
- Mikuláš Hricov 1968 – 69
- Mikuláš Čečko 1969 – 73
- Michal Baraník 1973 – 94
- Pavol Litavec 1994 – 97
- Michal Kočiš 1997 – 2009

### Sport
Z obce pochází jeden z průkopníků kulturistiky na Slovensku, Juraj Pipasik.